# Барасат
Барасат (бенг. বারাসত, англ. Barasat) — місто в індійському штаті Західний Бенгал, розташоване на березі рукаву Хуґлі, адміністративний центр округу Норт-24-Парґанас і приміський район міста Колката.
| Індія | Це незавершена стаття з географії Індії. Ви можете допомогти проєкту, виправивши або дописавши її. |